# Дејтон (Њу Џерзи)
Дејтон (енгл. Dayton) насељено је место без административног статуса у америчкој савезној држави Њу Џерзи.

## Демографија
По попису из 2010. године број становника је 7.063, што је 828 (13,3%) становника више него 2000. године.
| Група             | 2000.         | 2010.         |
| Белци             | 3.626 (58,2%) | 2.584 (36,6%) |
| Афроамериканци    | 617 (9,9%)    | 649 (9,2%)    |
| Азијати           | 1.561 (25,0%) | 3.249 (46,0%) |
| Хиспаноамериканци | 321 (5,1%)    | 408 (5,8%)    |
| Укупно            | 6.235         | 7.063         |